# Chris Elliott
Christopher Nash "Chris" Elliott, född 31 maj 1960 i New York i New York, är en amerikansk komiker och skådespelare. 
Elliott är son till komikern Bob Elliott och far till skådespelerskan Abby Elliott. Han är kanske mest känd för sina roller som den galna vaktmästaren Hanson i Scary Movie 2 (2001) och Dom i Den där Mary (1998) men har på senare tid också blivit uppmärksammad som Lilys far i tv-serien How I Met Your Mother.

## Filmografi (urval)
- 1993 – Måndag hela veckan
- 1994–1995 – Saturday Night Live (TV-serie)
- 1996 – Kingpin
- 1998 – Den där Mary
- 1998 – The Nanny, avsnitt Oh, Say, Can You Ski? (gästroll i TV-serie)
- 2000 – Snow Day
- 2001 – Scary Movie 2
- 2001 – Osmosis Jones
- 2001–2006 – Kungen av Queens (TV-serie)
- 2009–2012 – How I Met Your Mother (TV-serie)